# Дружба (Гродненская область)
Дру́жба (бел. Дру́жба; до 30 июля 1964 года — Калатуны) — деревня в Ошмянском районе Гродненской области Белоруссии. Входит в состав Гродинского сельсовета.

## География
Расположена к западу от республиканской дороги Р-48 «Ворона — Ивье», в 5,5 км к северо-западу от районного центра города Ошмяны.

## История
Указом Президиума Верховного Совета БССР от 30 июля 1964 года деревня Калатуны переименована в Дружбу.
До 20 июня 2009 года деревня входила в состав Полянского сельсовета.

## Население

### Численность
- 2009 год — 104 жителя

### Динамика
- 2009 год — 104 жителя (перепись населения)